# Chiesa di San Giorgio (Celle Ligure)
La chiesa di San Giorgio è un luogo di culto cattolico situato nella zona di Sanda, in piazza papa Giovanni XXIII, nel comune di Celle Ligure in provincia di Savona. La chiesa è sede della parrocchia omonima del vicariato di Albisola-Varazze della diocesi di Savona-Noli.
A circa 40 metri da essa sorge il piccolo oratorio di San Tommaso Apostolo e la cappella di San Pietro in località Brasi.

## Storia e descrizione

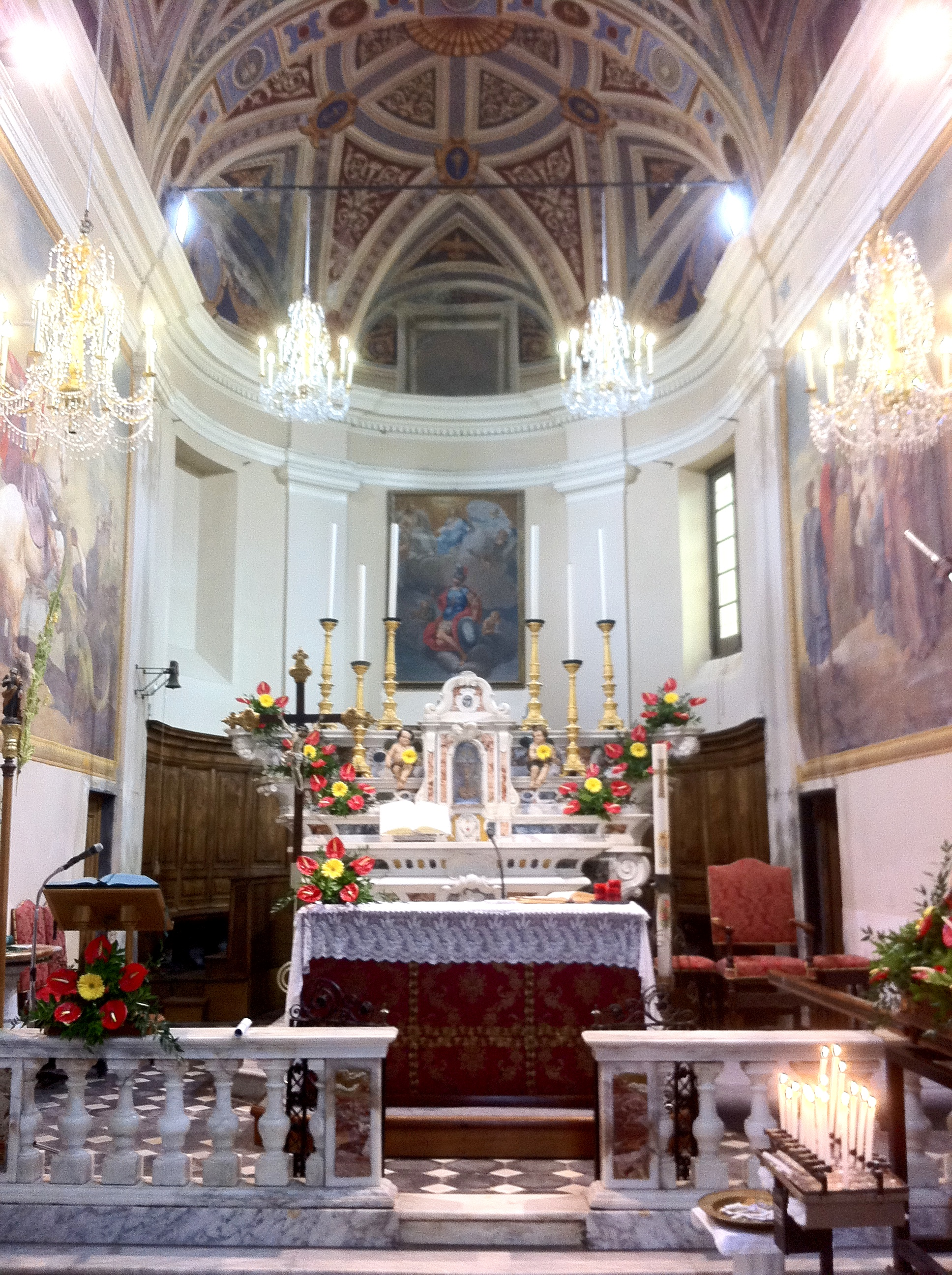
Il presbiterio

Originariamente sottoposta alla giurisdizione della parrocchia di San Michele Arcangelo di Celle Ligure, la comunità di Sanda e la sua parrocchia furono rese autonome con decreto papale del 15 ottobre 1640 del pontefice Urbano VII. Proprio a questo periodo storico potrebbero essere risalenti le fasi iniziali della prima edificazione dell'edificio religioso.
Nella facciata, tripartita, è presente sopra il portale una formella in marmo del 1781 ritraente San Giorgio a cavallo. All'interno, diviso in tre navate, è custodito il battistero con crocifisso quest'ultimo databile al XVIII secolo e precedentemente posizionato sull'altare maggiore. Nella prima campata, nella navata sinistra, è posizionata la tela anonima di Maria Regina e santi; nelle due campate successive sono conservate la statua in legno di Maria Ausiliatrice del XIX secolo e, nella terza, la nicchia di San Giorgio.
Nella navata destra sono posizionati il dipinto ritraente San Girolamo e il quadro di Sant'Antonio da Padova del XVII secolo; nell'abside è conservato il dipinto di Nostra Signora di Misericordia attribuita, secondo alcuni storici, al pittore Paolo Gerolamo Brusco. Al XVIII secolo è databile il coro ligneo, mentre al 1863 è la datazione di realizzazione del pulpito. L'organo a canne risale al 1776 e fu realizzato da Francesco Nicola Bellosio.

## Altri edifici religiosi
Nel territorio della parrocchia sorgono i seguenti edifici religiosi:
- Oratorio di San Tommaso Apostolo
- Cappella di San Pietro